# Minister (Österrike)
Ministrarna (ty. Bundesminister) är medlemmar i Österrikes regering. De utses av förbundspresidenten på förslag av förbundskanslern. De kan även entledigas av förbundpresidenten på förslag av förbundskanslern. Efter ett misstroendevotum i nationalrådet måste de entledigas.
Som medlemmar i regeringen fattar de beslut om laginitiativ och om rapporter till nationalrådet, lägger förslag till förbundspresidenten m m. Dessa regeringsbeslut måste fattas enhälligt. Som departementschefer sköter de sina uppgifter självständigt. Förbundskanslern får inte ge direktiv till dem eller bestämma deras politik. I motsats till Sverige kan ministrarna ge direktiv till de underordnade myndigheterna. Som hjälp kan de ha statssekretrerare vid sin sida. 

## Ministrar i den nuvarande regeringen
| Uppdrag                                                   | Statsråd                | Parti | Statssekreterare       |
| Förbundskansler                                           | Werner Faymann          | SPÖ   | Josef Ostermayer (SPÖ) |
| Kvinnominster1)                                           | Gabriele Heinisch-Hosek | SPÖ   |                        |
| Europa- och utrikesminister                               | Michael Spindelegger    | ÖVP   |                        |
| Finansminister och vicekansler                            | Josef Pröll             | ÖVP   | Andreas Schieder (SPÖ) |
| Hälsominister                                             | Alois Stöger            | SPÖ   |                        |
| Inrikesminister                                           | Maria Fekter            | ÖVP   |                        |
| Justitieminister                                          | Claudia Bandion-Ortner  | ÖVP   |                        |
| Försvarsminister                                          | Norbert Darabos         | SPÖ   |                        |
| Jordbruks- och miljöminister                              | Niki Berlakovich        | ÖVP   |                        |
| Social- och konsumentskyddsminister                       | Rudolf Hundstorfer      | SPÖ   |                        |
| Utbildnings-, konst- och kulturminister                   | Claudia Schmied         | SPÖ   |                        |
| Trafik-, innovations- och teknologiminister               | Doris Bures             | SPÖ   |                        |
| Näringslivs- och familje- och ungdomsminister             | Reinhold Mitterlehner   | ÖVP   |                        |
| Vetenskaps- och forskningsminister                        | Johannes Hahn           | ÖVP   |                        |
| 1) inget eget departement, utan tillhör regeringskansliet |                         |       |                        |